# NGC 7087
NGC 7087 (również PGC 66988) – galaktyka spiralna (Sab), znajdująca się w gwiazdozbiorze Żurawia. Odkrył ją John Herschel 4 września 1834 roku.